# Neivamyrmex fallax
Neivamyrmex fallax é uma espécie de formiga do gênero Neivamyrmex.